# La Ceiba, Papantla
La Ceiba är en ort i Mexiko.   Den ligger i kommunen Papantla och delstaten Veracruz, i den sydöstra delen av landet, 220 km nordost om huvudstaden Mexico City. La Ceiba ligger 123 meter över havet och antalet invånare är 159.
Terrängen runt La Ceiba är platt åt sydost, men åt nordväst är den kuperad. Runt La Ceiba är det ganska tätbefolkat, med 179 invånare per kvadratkilometer. Närmaste större samhälle är Poza Rica de Hidalgo, 12,5 km väster om La Ceiba. Trakten runt La Ceiba består till största delen av jordbruksmark.